# Kortetjärvi (Jukkasjärvi socken, Lappland)
Kortetjärvi är en sjö i Kiruna kommun i Lappland och ingår i Torneälvens huvudavrinningsområde. Sjön har en area på 0,268 kvadratkilometer och ligger 331 meter över havet.

## Delavrinningsområde
Kortetjärvi ingår i det delavrinningsområde (754960-169023) som SMHI kallar för Utloppet av Nuorajärvi. Medelhöjden är 356 meter över havet och ytan är 14,63 kvadratkilometer. Räknas de 280 avrinningsområdena uppströms in blir den ackumulerade arean 5 457,19 kvadratkilometer. Avrinningsområdets utflöde Torneälven (Kamajåkka) mynnar i havet. Avrinningsområdet består mestadels av skog (73 procent). Avrinningsområdet har 2,68 kvadratkilometer vattenytor vilket ger det en sjöprocent på 18,3 procent.